# Zale albidula
Zale albidula är en fjärilsart som beskrevs av Walker 1865. Zale albidula ingår i släktet Zale och familjen nattflyn. Inga underarter finns listade i Catalogue of Life.